# Közösségi szoftver
A közösségi szoftverek web-alapú szoftver programok, amelyek lehetővé teszik a felhasználói interaktivitást, egy meghatározó adatbázis-motorra támaszkodva az emberek közötti virtuális kapcsolatot és együttműködést segítik elő. Az internetes közösségi hálózatok alapjai a közösségi szoftverek. Ezen szoftverek minden felhasználója megoszthatja, közszemlére teheti saját adatait, s ő is hozzáférhet a többi felhasználó által feltöltött információkhoz. Az ilyen, számítógépen keresztüli kommunikációnál különböző típusú adatokról beszélhetünk: üzenet, e-mail, chat, voice chat, képek, audio, video, fájlmegosztás stb. Segítségükkel az azonos érdeklődési körű emberek online kapcsolatba léphetnek egymással, tehát közösségalakító szerepük van. Manapság egyre népszerűbbek a közösségi oldalak, mint a MySpace, a Facebook, az iwiw vagy a média-oldalak mint a Flickr (kép) és YouTube (video-tár), illetve a kereskedelmi oldalak, mint az Amazon webes áruház és az E-bay. Ezeknek az oldalaknak az alapjai a közösségi szoftverek. 
A legtöbb közösségi szoftver a közösség által fejleszthető, alakítható szoftver, a felhasználók által különböző, a szoftverhez illeszkedő alkalmazások, segédprogramok fejleszthetőek hozzá (például a Facebookban a felhasználók által létrehozott játékok), adatok, média fájlok tölthetőek fel rájuk és különböző szolgáltatásokat nyújtanak.
Közösségi jelzővel illethetünk korábbi alkalmazásokat is, például az adott témakör köré csoportosulók levelezőlistái, vagy a Usenet – aszinkron vitafórum, eszmecserék hírcsoportonkénti gyűjtőhelye. Legtöbbször azonban a kifejezést a blogokra és wikikre alkalmazzák.
Manapság a közösségi szoftver kifejezést nem egy szoftvertípus megjelölésére használják, hanem inkább a legalább kettő vagy ennél több alkalmazást használva történő számítógépen keresztüli, internetes közösségfejlesztő kommunikációt értik alatta. 
A szociális szoftverek egyik típusa olyan, alulról felfelé épülő, bottom-up közösséget hoz létre, amelynek tagsága önkéntes alapú, a tagok saját jó hírnevük kovácsai, reputációjuk a többi felhasználó bizalmától függően alakul, valamint a közösség célját, küldetését, fejlesztését, irányítását, használatának szabályait is a felhasználók határozzák meg. Ezeknél nem fogja a moderátor, egy felsőbb hatóság mereven körülhatárolni a tagok mozgásterét, mint ahogy az a felülről-lefelé történő, top-down fejlesztéseknél megszokott, így a felhasználók szabadabban mozoghatnak, ezáltal az ilyen bottom-up közösségi szoftverek mindig több taggal büszkélkedhetnek mint a hasonló érdekű, ám top-down kialakítású társaik.
Például a tikiwiki erőteljesebben kontrollálja a felkerülő tartalmat, aminek hozadéka, hogy csak néhány felhasználó tudja szerkeszteni és olvasni is a véletlenszerűen választott oldalakat. Ezzel szemben a mediawiki szabad kezet ad a felhasználónak, így nagyobb a közössége is.
A közösségi szoftverek a közösségi hálózatok jellemvonásait tükrözik. Minden közösségi szoftver rendszerben linkek kapcsolják össze a felhasználókat, akik személyazonosságukat a saját felhasználói oldalukon határozhatják meg, amelynek részletessége illetve irányultsága különböző lehet. Például a Wikipédia felhasználói lapjain gyakran találunk különösen részletes ismertetést a létrehozó személyről. A közösségi szoftvernek vannak egymással összekapcsolt és egymással kapcsolatban nem álló felhasználói, illetve léteznek aszimmetrikus kapcsolatok is, amikor az egyik tag kapcsolódik a másikra, viszont ez fordítva nem történik meg. A felhasználó eldöntheti, hogy fogad-e a vele kapcsolatban nem álló másik felhasználóktól érkező bármilyen tartamot.
A közösségi szoftver korai megnyilvánulásai az e-mail, a hírcsoportok (newsgroups), virtuális közösségek és csoportszoftverek (groupware), amelyek jellemzően valamilyen hálózati megoldáson keresztül teszik lehetővé az információk elérését és megosztását a felek között (például Lotus Notes és Novell GroupWise). A közösségi szoftver a Web 2.0 technológia része, alkalmazása ma már a nem internet-alapú, számítógépekre telepített szoftverek használatát is helyettesítheti, és ha a fejlődés ilyen irányban halad a továbbiakban, sok hagyományos számítógépes szoftvert szoríthat még ki a piacról.

## Az online kommunikáció eszközei

### IM -Instant messaging– Azonnali üzenetküldés
Ez az alkalmazás valós idejű privát kommunikációt tesz lehetővé. A chateléshez barátaink e-mail-címét és messenger ID-jét (azonosítóját) kell hozzáadni a listánkhoz, s ha online vannak, nevükre kattintva kinyílik a chat ablak, ahol írott beszélgetést folytathatunk velük. Ilyen alkalmazások például Gtalk, Skype, Meebo, ICQ, Yahoo!, Messenger, MSN Messenger, Pidgin, AOL Instant Messenger.

### „Text chat” - szöveges beszélgetés
Szöveges üzenetek segítségével folytatott valós idejű kommunikáció. Ez a technológia teszi lehetővé, hogy az interneten különböző témákkal foglalkozó csevegőszobát létrehozva és másokat meghívva, vagy már meglévő szobákhoz csatlakozva kommunikáljunk az adott szobához csatlakozott többi felhasználóval. Az ide írt üzeneteinket a szobában lévő minden felhasználó láthatja, és válaszolhat rá.

### Internetesfórumok
A fórumoknál különböző témákhoz (angolul „topikokhoz”) tehet a felhasználó hozzászólást, s ezekből a hozzászólásokból áll össze elküldésének időrendi sorrendjében a kommunikáció. Az ilyen fórumok többnyire publikusak, regisztráció után bárki csatlakozhat hozzájuk, vannak azonban zárt közösségi fórumok is, ahova csak meghívóval lehet csatlakozni. A fórum felépítése témákra, altémákra oszlik. A legtöbb fórum megengedi különböző formátumú fájlok közzétételét (például képek), mások csak az ezekre való hivatkozást engedik meg. 
Ezekhez a szoftverkategóriákhoz különböző bővítmények (Add-Ons) kapcsolhatók, például fordító vagy helyesírás-ellenőrző szoftver. Jelenleg a kombinált, hibrid eszközök a népszerűek, mint a Yahoo! Groups vagy Google Groups.

### Blogok
A web log, vagyis blog az interaktivitás úttörője volt, az első interaktív közösségi szolgáltatás. A weblapot kombinálta olyan eszközökkel, amelyek könnyebbé teszik más lapok linkelését (blogroll, trackback). A blog készítője időszakonként az általa meghatározott témában teszi közzé a blogban írásbeli üzeneteit, amelyre az olvasói reagálhatnak. A szövegben gyakran találunk hivatkozásokat, képeket. A blog tekinthető online újságírói műfajnak illetve személyi weboldalnak, hálónaplónak is, ezen felül azonban a blog közösségi szoftver is: a blogoló által írt szövegre reagálás sokszor vitafórumot hoz létre, virtuális közösséget épít egy meghatározott személy vagy téma köré. 
Például: Slashdot, LiveJournal, BlogSpot.

### Wikik
A wiki a hipertext rendszerek készítését lehetővé tevő szoftver, illetve olyan honlap, melynek tartalma a felhasználói, látogatói által szerkeszthető, tartalma közösségileg fejlesztett. Például Wikipédia, Wiktionary, Portland Pattern Repository wiki, MeatballWiki, CommunityWiki, Wikisource.

### Kollaboratív valós idejű szerkesztők
A több résztvevő által egyidejűleg történő szerkesztés a hálózaton már az 1970-es években megjelent, használata széleskörűen elterjedt az interneten. Az ilyen jellegű közös munkavégzés lehetőségét biztosító közösségi szoftverek a SubEthaEdit, SynchroEdit, ACE, Moonedit. Hasonlóak a Google Docs és a Zoho is, ezek is lehetővé teszik a közös szerkesztést azzal, hogy a változtatásokat a többiek csak a mentés után fogják látni.

### Piaci előrejelzők
Ma már sok ilyen áll a rendelkezésünkre, ahol a jövő gazdaságára, pénzügyére vonatkozó eseményeket, előrejelzéseket tudhatunk meg. Ez a közösségi szoftverek interaktivitásának egy formálisabb verziója.

### Közösségi hálózatok
A közösségi hálózatok a közösségének építése érdekében a közösségi szoftvereket, az online kommunikáció eszközeit használja fel. A szervezéshez, rendszerezéshez és szűréshez keresőmotorokat alkalmaz.
A közösségi hálózat az azonos érdeklődésű, hobbijú, célú emberek virtuális találkozóhelye. Például vannak, amelyek kifejezetten párkeresés céljából működnek, vannak üzleti hálózatok (Ryze, XING, LinkedIn) vagy például közösségi események köré csoportosuló találkozóhelyek (Meetup).
Néhány nagy wiki azáltal, hogy támogatja a felhasználói oldalakat és portálokat, immár közösségi hálózattá vált.

### Közösségi kalauzok
Helyeket, utazási célokat ajánl és információkat oszt meg róluk, például kávézókról, éttermekről, wifi internet kapcsolódási pontokról, stb. tájékoztat. Ilyen a WikiTravel is. 

### Közösségi könyvjelzők
Vannak olyan weboldalak, amelyek lehetővé teszik a felhasználónak, hogy a kedvenc weboldalakra mutató linkeket megjegyezze, raktározza, rendszerezze, címkével lássa el és utána keresni is lehessen benne. A kedvenc weboldalak listái megoszthatóak másokkal. Ezek a könyvjelzők általában publikusak, de lehetnek láthatóak csak egy bizonyos csoport számára és elmenthetőek úgy is, hogy csak maga a felhasználó láthassa őket. Ilyen online könyvjelző-rendszer a del.icio.us., Citeulike, Simpy, Furl, StumbleUpon. Különböző profilú szolgáltatások léteznek, a Connotea tudományosabb, a Digg, reddit, Newswine a közösségi hírek, míg a Ma.gnolia és Diigo az üzleti és vállalkozói világ linkjeinek gyűjtőhelyei.

### Közösségi hivatkozások
A közösségi könyvjelzőkhöz hasonló, de tudományos jellegű. Hivatkozásokat tudnak a felhasználók egymásnak küldeni, például az interneten, online adatbázisban, könyvtári katalógusban talált cikkre, írásra, könyvre való hivatkozást. Ezeket a hivatkozásokat fel lehet címkézni, kategóriákba lehet rendelni őket, így segítségével a tudományos keresésnél a témának megfelelő források fellelhetőek. CiteULike, Connotea, BibSonomy és refbase.

### Közösségi könyvtárak
Ezek a könyvtárak segítik a felhasználó gyűjteményeinek, könyveinek, lemezeinek, DVD-inek rendszerezését. A felhasználók megoszthatják gyűjteményeiket, s értékelhetik másokét. Itt is gyakori munkaeszköz a címkék használata. Ilyenek a discogs.com, imdb.com, LibraryThing.

### Virtuális világok
Olyan szolgáltatások, amelyek lehetővé teszik hogy a valóságra emlékeztető virtuális környezetben találkozzunk más emberekkel. Tipikus esete, amikor a felhasználó önmagát megjelenítő avatarral rendelkezik, és a többiekkel cseveg, de ebben a virtuális valóságban a felhasználó bármilyen tulajdonságokat magára ölthet, tehát kialakíthat önmaga számára egy virtuális egyéniséget.
Ilyen virtuális világok lehetnek játékok, ezek az ún. MMOG-ok (Massively Multiplayer Online Game), de lehetnek a közösségi hálózatokhoz hasonlóak is, csak 3D szimulációval megáldva.

### Peer-to-peerközösségi hálózat
A Web-alapú közösségi hálózat, az IM üzenetküldő és a peer-to-peer fájlcserélő hibridje. Felhasználóinak általában lehetősége van blogokat, fájlokat megosztani és üzeneteket küldeni egymásnak. Például imeem, SpinXpress, Bouillon, Wirehog, Soulseek. Inkább üzleti-alapú együttműködést biztosít a Groove, WiredReach vagy a Kerika.
Ezzel még nem fejeződött be a közösségi szoftver alkalmazások sora, sok egyéb alkalmazás is létezik, amelyek az emberi kapcsolatok kialakítását, tartását és az együttműködést könnyítik meg egy-egy speciális környezetben. 

## Fordítás
- Ez a szócikk részben vagy egészben  a   Social_software című angol Wikipédia-szócikk ezen változatának fordításán alapul.  Az eredeti cikk szerkesztőit annak laptörténete sorolja fel. Ez a jelzés csupán a megfogalmazás eredetét és a szerzői jogokat jelzi, nem szolgál a cikkben szereplő információk forrásmegjelöléseként.